# MEDDOM
MEDDOM bao gồm hai thực thể là Bảo tàng Di sản các nhà khoa học Việt Nam (tiếng Anh: Heritage Center for scientists of Vietnam) và Công viên Di sản các nhà khoa học Việt Nam (MEDDOM Park), hoạt động với tư cách pháp nhân là một công ty, trực thuộc Tập đoàn MED - GROUP.
Bảo tàng MEDDDOM có chức năng nghiên cứu, bảo tồn và lưu giữ những giá trị văn hóa vật thể và phi vật thể thông qua tư liệu hiện vật cá nhân, hồi ức của các nhà khoa học Việt Nam.

## Lịch sử
Ý tưởng thành lập MEDDOM có chức năng nghiên cứu, bảo tồn di sản các nhà khoa học Việt Nam mà hạt nhân là Công viên các nhà khoa học mang đậm nét dân tộc và thời đại là của những người sáng lập ra Bệnh viện MEDLATEC với mong muốn bày tỏ lòng tri ân và nghĩa tôn sư trọng đạo đối với các thầy cô giáo và các bậc tiền bối.
Công viên các nhà khoa học sẽ là một công viên văn hóa - khoa học đáp ứng nhu cầu của quảng đại nhân dân, của khách du lịch, của thế hệ trẻ thông qua việc trưng bày, giới thiệu cuộc đời và những đóng góp của các nhà khoa học Việt Nam kết hợp với nhu cầu nghỉ ngơi, giải trí, du lịch văn hóa - lịch sử.
Ngày 24 tháng 4 năm 2008, UBND tỉnh Hoà Bình cấp giấy chứng nhận đầu tư số 2512100008 cho Dự án xây dựng Công viên các nhà khoa học tại xã Bắc Phong, huyện Cao Phong, tỉnh Hòa Bình với diện tích 30ha; Văn phòng đại diện tại Hà Nội được thành lập, có trụ sở tại Số 12, LK 38, KĐT Vân Canh, Hoài Đức, Hà Nội.
Ngày 18 tháng 6 năm 2008, Trung tâm Nghiên cứu, bảo tồn di sản Tiến sĩ Việt được thành lập theo giấy phép số 25.04.000134 của UBND tỉnh Hòa Bình.
Ngày 24 tháng 8 năm 2008, Hội đồng cố vấn được thành lập gồm 20 nhà khoa học có uy tín do GS.VS, TSKH Phạm Minh Hạc, nguyên Bộ trưởng Bộ Giáo dục làm Chủ tịch nhằm giúp Trung tâm định hướng hoạt động để ngày càng phát triển.
Ngày 27 tháng 9 năm 2008, tại Văn Miếu - Quốc Tử Giám Hà Nội, dự án xây dựng Trung tâm Nghiên cứu, bảo tồn di sản Tiến sĩ Việt Nam, với hạt nhân là Công viên Di sản các nhà khoa học đã chính thức khởi động cùng với Hội nghị ra mắt Trung tâm Nghiên cứu, bảo tồn di sản Tiến sĩ Việt Nam được tổ chức với sự tham dự của hơn 100 nhà khoa học.
Ngày 12 tháng 1 năm 2011, sau hơn 2 năm hoạt động Trung tâm Nghiên cứu, bảo tồn di sản Tiến sĩ Việt Nam chính thức đổi tên thành Trung tâm Di sản các nhà khoa học Việt Nam (Trung tâm) theo giấy phép của Sở Kế hoạch và Đầu tư thành phố Hà Nội.
Ngày 9 tháng 9 năm 2018, nhân kỷ niệm 10 năm thành lập, Trung tâm Di sản các nhà khoa học Việt Nam đón nhận Bằng khen của Bộ Văn hóa, thể thao và du lịch về những thành tích đạt được trong sự nghiệp bảo tồn và phát huy di sản các nhà khoa học trong suốt một thập kỷ qua. Buổi lễ này có sự tham gia của các cấp lãnh đạo và hơn 600 nhà khoa học, gia đình nhà khoa học, thực sự là dấu ấn bước ngoặt trong sự phát triển của Trung tâm.
Ngày 22/11/2021, UBND tỉnh Hòa Bình chính thức cấp phép hoạt động cho Bảo tàng Di sản các nhà khoa học Việt Nam.
Ngày 12/09/2022, Tại Trung tâm hội nghị Quốc tế, MEDDOM tổ chức lễ kỷ niệm 15 năm thành lập và đón nhận bằng khen các cấp.
Thành tựu
Bằng những việc làm thể hiện ý nghĩa nhân văn và khoa học, Trung tâm dần nhận được sự tin tưởng của các nhà khoa học nói riêng và của xã hội nói chung. Các nhà khoa học và gia đình dần dần nhận thức đúng về giá trị xã hội của công tác nghiên cứu sưu tầm di sản nhà khoa học cũng như trách nhiệm của nhà khoa học trong sự nghiệp cao cả này nên đã hợp tác, ủng hộ các hoạt động của Trung tâm, trao tặng Trung tâm nhiều tư liệu hiện vật liên quan đến lịch sử cuộc đời của nhà khoa học.
Đến nay Trung tâm đã tiếp xúc, gặp gỡ rất nhiều nhà khoa học thuộc nhiều lĩnh vực, chuyên ngành khoa học khác nhau; Sưu tầm hàng vạn tư liệu bao gồm nhiều loại hình: các bản thảo nghiên cứu, sổ ghi chép, nhật ký, hồi ký, thư từ, văn bản hành chính, ảnh tư liệu,... Tiến hành ghi hình hàng vạn phút phim tư liệu, ghi âm giọng nói, hình ảnh của các nhà khoa học để lưu trữ phục vụ cho công tác nghiên cứu sau này.
Nghiên cứu, tiếp nhận nhiều bộ sưu tập tư liệu quý của các nhà khoa học như: GS Tôn Thất Tùng, GS Đặng Văn Chung, GS Chu Văn Tường, GS.TSKH Nguyễn Văn Nhân (Y học), GS Đoàn Trọng Truyến (Kinh tế học),  GS.TS Phạm Đức Dương (Ngôn ngữ học), GS Văn Tạo (Sử học), GS.TS Lê Quang Long (Sinh học), GS.TSKH Nguyễn Đình Ngọc, GS.TSKH Nguyễn Cảnh Toàn (Toán học), GS.NGND Nguyễn Văn Chiển (Địa chất), TSKH Phan Trung Điền (Địa chất Trầm tích)...
Tất cả các tư liệu, hiện vật khi đưa về Trung tâm đều được vệ sinh, phân loại và đăng ký kiểm kê đưa vào lưu giữ, và bảo quản trong các kho chuyên biệt: Kho Xử lý bước đầu, Kho Tài liệu giấy, Kho Hiện vật khối, Kho Phim ảnh & băng đĩa, Kho Thư viện và Luận án.
Thành quả của công tác nghiên cứu, sưu tầm cùng hoạt động lưu trữ, bảo quản được thể hiện qua website: www.meddom.org. Mỗi năm, dữ liệu của khoảng 250 nhà khoa học được cập nhật lên website.
Thông qua việc khai thác tư liệu, phỏng vấn, ghi hình các nhà khoa học, các nghiên cứu viên đã tái hiện những chặng đường học tập, nghiên cứu, những cống hiến khoa học, cùng những ký ức sinh động, những cung bậc cảm xúc của họ và gia đình qua các giai đoạn lịch sử của đất nước  bằng  các bài viết, câu chuyện hiện vật. Các bài viết, câu chuyện được tập hợp, chọn lọc thành bộ sách "Di sản ký ức của nhà khoa học" hàng năm ra mắt bạn đọc kể từ năm 2011.

## Chức năng
Nghiên cứu, bảo tồn và lưu giữ những giá trị văn hóa vật thể và phi vật thể thông qua ký ức, tư liệu và hiện vật cá nhân của các nhà khoa học Việt Nam.
Giới thiệu, trưng bày về cuộc đời, những đóng góp và lao động khoa học của nhà khoa học, tôn vinh các nhà khoa học đã cống hiến vì sự nghiệp khoa học Việt Nam, vì Tổ quốc Việt Nam.
Xây dựng cơ sở dữ liệu/ngân hàng dữ liệu ký ức, tư liệu hiện vật, tiểu sử cuộc đời  của các nhà khoa học Việt Nam.

## Mục tiêu
Là nơi giới thiệu, trưng bày về cuộc sống, những đóng góp và sự lao động khoa học của nhà khoa học; tôn vinh các nhà khoa học đã cống hiến vì sự nghiệp khoa học và đất nước Việt Nam, thông qua các chủ trương, chủ đề nghiên cứu do Trung tâm thực hiện.
Xây dựng và phát triển thành trung tâm dữ liệu/ngân hàng dữ liệu lịch sử khoa học, tư liệu và hiện vật của các nhà khoa học Việt Nam
Trung tâm hoạt động đa chức năng như một bảo tàng, một thư viện kết hợp với các dịch vụ khoa học, văn hóa và du lịch.

## Nhiệm vụ
1. Nghiên cứu, sưu tầm, lưu giữ, bảo tồn  các tư liệu, hiện vật, ký ức của các nhà khoa học Việt Nam ở trong và ngoài nước.
2. Thông qua hồ sơ các nhà khoa học, những kết quả nghiên cứu tiến tới giới thiệu, trưng bày về cuộc đời của các nhà khoa học, các cá nhân hoặc lịch sử phát triển một hay nhiều ngành khoa học nào đó ở nước ta.
3. Trung tâm xây dựng cơ sở tư liệu, dữ liệu phục vụ công tác nghiên cứu, học tập, cho những nhà nghiên cứu và bạn đọc quan tâm tới di sản của các nhà khoa học.

## Quan điểm tiếp cận
1. Tiếp cận cuộc sống đời thường của các nhà khoa học, các cá nhân gắn liền với bối cảnh cụ thể của mỗi người qua mỗi giai đoạn.
2. Tiếp cận cả văn hóa vật thể và phi vật thể thông qua nghiên cứu cuộc đời, sự nghiệp và các tài liệu thuộc nhiều loại khác nhau (về thể loại, về chất liệu) của các nhà khoa học.
3. Nghiên cứu, sưu tầm, lưu trữ trên cơ sở tự nguyện của các nhà khoa học, các tổ chức và cá nhân khác.
4. Tiếp cận các nhà khoa học trong nước và các nhà khoa học người Việt Nam ở nước ngoài.

## Hoạt động
1. Nghiên cứu, sưu tầm:
  - Các tư liệu hiện vật: tài liệu cá nhân, hồ sơ khoa học, bản thảo các công trình nghiên cứu, các bài viết, sổ ghi chép, nhật ký, thư từ, sách, báo, luận án, các hiện vật kỷ niệm của nhà khoa học.
  - Các tư liệu hình ảnh: ảnh, phim tư liệu băng hình của cá nhân, gia đình, tổ chức, đoàn thể liên quan đến nhà khoa học và bối cảnh của nhà khoa học có liên quan.
  - Ghi âm và quay video phỏng vấn về lịch sử cuộc đời, quê hương gia đình, quá trình hoạt động khoa học, đóng góp của các nhà khoa học Việt Nam.

1. Lưu giữ, bảo quản các tư liệu, hiện vật của nhà khoa học. Với hệ thống kho tàng trên 500 m2, Trung tâm đã xây dựng 5 kho bảo quản lưu trữ riêng các dạng tư liệu, hiện vật sưu tầm.
2. Xây dựng hệ thống cơ sở dữ liệu nhà khoa học (trên website: www.meddom.org) để đáp ứng nhu cầu tìm kiếm, khai thác thông tin phục vụ công tác nghiên cứu, học tập cho độc giả.
3. Trưng bày về cuộc đời, những đóng góp và sự lao động khoa học của các nhà khoa học Việt Nam hoặc tái hiện lịch sử của một hay nhiều ngành khoa học phục vụ nhu cầu nghiên cứu, giáo dục, tham quan và hưởng thụ văn hóa của nhân dân.
4. Tổ chức các hoạt động trưng bày, triển lãm, tour tham quan, sự kiện, hội thảo cho các du khách tham quan nhằm phát huy giá trị di sản của các nhà khoa học.

## Cơ sở vật chất
+ Công viên Di sản các nhà khoa học Việt Nam (MEDDOM Park):
Địa chỉ: Xóm Tiềng, xã Bắc Phong, huyện Cao Phong, tỉnh Hòa Bình.
+ Bảo tàng Di sản các nhà khoa học Việt Nam:
Địa chỉ: Tòa nhà Quyển Sách, MEDDOM Park.
+ Văn phòng đại diện:
Địa chỉ: Liền kề 12/38, Khu đô thị Vân Canh, Hoài Đức, Hà Nội.

## Tổ chức & thông tin tin liên hệ
Số hotline: 0844 56 56 56
Thư điện tử: info.meddompark@gmail.com
Giám đốc điều hành: TS Nguyễn Thanh Hóa
Giám đốc chuyên môn: PGS.TS Nguyễn Văn Huy
Phó Giám đốc: Nguyễn Hữu Đồng